# Mehmed IV Girej
Mehmed IV Girej Sufi (Sofu) (krymskotat. IV Mehmed Geray, Sofu Mehmed Geray; 1610–1674) – syn Selameta, młodszy brat Islama III. Chan krymski w latach 1641–1644 i 1654-1666. Zdetronizowany w 1666 r. przez Stambuł. Przyjazny Rzeczypospolitej.
W 1653 brał udział w bitwie pod Żwańcem. W czasie wojny polsko-rosyjskiej w latach 1654–1667 popierał Rzeczpospolitą.
Brał udział w bitwie pod Jezierną razem z Piotrem Potockim.
W czasie potopu szwedzkiego na skutek bitwy pod Jezierną w dniach 10–12 listopada 1655 zmusił Kozaków zaporoskich do wstrzymania działań przeciw Polsce i wysłał królowi Janowi Kazimierzowi oddział 2000 Tatarów krymskich pod dowództwem Subchana Gazi agi.
Jego Tatarzy pomagali w wypędzaniu z Polski wojsk Rakoczego w 1657.
W 1660 wypędzał Rosjan razem z Czarnieckim i Lubomirskim aż za linię Dniepru.
Poeta, swoje utwory podpisywał pseudonimem Kâmil.
Mehmed IV Girej został pochowany na Cmentarzu Chanów w Bachczysaraju w jednym z dwóch istniejących do dzisiaj mauzoleów.